# مايك جاكسون (لاعب كرة قاعدة)
مايك جاكسون (بالإنجليزية: Mike Jackson)‏ هو لاعب كرة قاعدة أمريكي، ولد في 22 ديسمبر 1964 في هيوستن في الولايات المتحدة.

## وصلات خارجية
- مايك جاكسون على موقع دوري كرة القاعدة الرئيسي (الإنجليزية)
- مايك جاكسون على موقعبيزبول رفرنس.كوم (الدوري الرئيسي) (الإنجليزية)
- مايك جاكسون على موقعبيزبول رفرنس.كوم (الدوري الثانوي) (الإنجليزية)
- مايك جاكسون على موقع إي إس بي إن.كوم (أم.أل.بي) (الإنجليزية)
- مايك جاكسون على موقع مشجعي الرسوم البيانية (الإنجليزية)